# Ghost Lake
Ghost Lake és una pel·lícula de terror del 2004, protagonitzada per Tatum Adair, Timothy Prindle, Gregory Lee Kenyon, Azure Sky Decker, Chuck Franklin, Damian Maffei, Dan Metcalf, Linda Brown i Raymond Suriani. La pel·lícula va ser escrita i dirigida per Jay Woelfel i produïda per Johnnie J. Young de Young Wolf Productions.

## Argument
Amb la mort dels seus pares, Rebecca (Tatum Adair) fuig a la seva casa de camp familiar a Rushford Lake per buscar tranquil·litat. Però en comptes d'això, troba una sèrie d'esdeveniments sobrenaturals que posen a prova la seva salut i en perill les vides de tothom en la petita ciutat quan els fantasmes de diverses víctimes d'ofegaments comencen a sortir de les profunditats del llac per buscar víctimes noves.

## Al voltant de la pel·lícula
- Rushford Lake (Nova York) és un lloc real. La història del llac és també real. Les restes de dues ciutats submergides al fons del llac que va ser creat per la construcció d'una presa el 1930.
- La casa de camp de Rebecca a la pel·lícula era de fet utilitzada com l'allotjament per gairebé tot el repartiment i l'equip de rodatge. El garatge de la casa de camp era inicialment utilitzat per maquillatge i efectes, però era més tard mogut al celler de la casa.